# La passeggiata (Renoir)
La passeggiata è un olio su tela (65x81 cm) realizzato nel 1870 dal pittore francese Pierre-Auguste Renoir. È conservato nel Getty Museum di Los Angeles. Il tema è costituito da una coppia che, romanticamente, sta passeggiando, forse lungo la Senna, nel mezzo di una vegetazione lussureggiante. Il giovanotto tende la mano galantemente alla donna per aiutarla perché che lungo il sentiero ha incontrato un ostacolo; è vestito elegantemente e porta un cappello a tesa corta.